# Spalangia nigripes
Spalangia nigripes är en stekelart som beskrevs av Curtis 1839. Spalangia nigripes ingår i släktet Spalangia och familjen puppglanssteklar. Arten är reproducerande i Sverige. Inga underarter finns listade i Catalogue of Life.